# Lewis Hutchinson
Pour les articles homonymes, voir Hutchinson.
Lewis Hutchinson (1733 – 1773) est un immigrant écossais reconnu comme étant le premier tueur en série de l'histoire de la Jamaïque. Il est connu sous les surnoms du « docteur fou » ou du « maître dément du château d'Édimbourg. »

## Arrivée en Jamaïque
Lewis Hutchinson arrive en Jamaïque en 1768 et fait l'acquisition du château d'Édimbourg et de son domaine.
Ce château se situe dans la paroisse de St Ann sur une petite colline surplombant la seule route reliant St Ann's Bay aux côtes sud de l'ile. C'est une petite bâtisse construite au début du XVIIIe siècle par un architecte écossais qui lui donna son nom en référence au monument de la capitale de l'Écosse. Il s'agit d'un petit édifice en pierre de deux étages à plan carré flanqué de deux tours circulaires. Ces tours situées à chaque extrémité de la diagonale du château étaient dotées de meurtrières. Le domaine s'étend sur un sol karstique expliquant la présence de dolines. Hutchinson faisait l'élevage de bétail sur ses terres mais il est vraisemblable qu'il se soit constitué des troupeaux en volant les animaux sur les propriétés voisines.

## Carrière criminelle
Peu après son arrivée en Jamaïque, des rumeurs se firent entendre sur la disparition de voyageurs et de nombreuses suspicions se tournèrent vers Hutchinson, sa demeure étant la seule à des kilomètres se trouvant sur la route de St Ann's Bay.
Hutchinson avait pour habitude de tirer depuis les meurtrières de sa résidence sur les voyageurs passant à proximité. D'après certains de ses esclaves, il aurait poussé le vice jusqu'à inviter les passants à se reposer au château avant de les prendre pour cible humaine dans sa propriété. Une fois abattus, il aurait démembré les corps et jeté les cadavres dans une doline connue de nos jours sous le nom de « Hutchinson's Hole ».
Le docteur fou ne fut jamais inquiété de ses agissements dans la mesure où aucune plainte formelle n'a été formulée contre lui. Les habitants de l'ile auraient préféré l'éviter plutôt que de tenter de l'arrêter au péril de leurs vies.

## Arrestation et procès

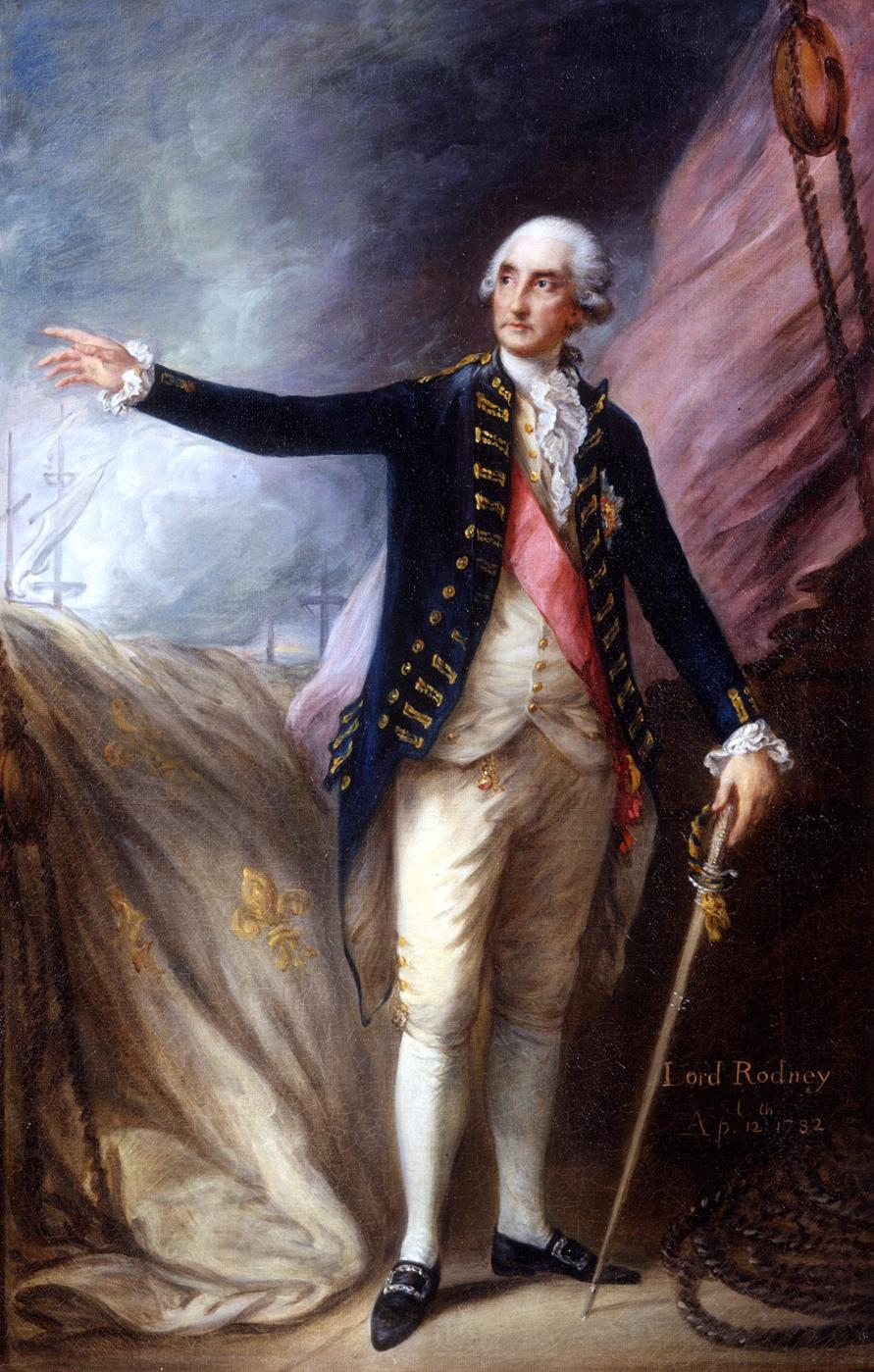
L'amiral George Brydges Rodney

John Callendar, un jeune soldat de l'armée britannique tenta de s'introduire dans la demeure afin d'appréhender Hutchinson. Le jeune soldat fut tué. Sachant que les troupes anglaises se mettraient à sa recherche, Hutchinson fuit vers le sud et s'embarque sur un navire à Old Harbour. La Royal Navy, commandée par l'amiral George Rodney intercepta le navire. Afin de tenter de s'échapper le maître dément se jeta à la mer mais fut vite reconnu par sa chevelure rousse. L'Amiral Rodney fut remercié par l'Assemblée de Jamaïque pour son intervention dans l'arrestation du criminel.
Les fouilles menées au château d'Édimbourg firent état de nombreux vêtements et objets, dont quarante trois montres,qui auraient appartenu à ses victimes.
Après son arrestation, les esclaves d'Hutchinson sortirent de leur silence et détaillèrent crime après crime, laissant court à des scènes macabres allant jusqu'à défier l'imagination. Cependant, les juges décidèrent que de tels témoignages n'avaient pas leur place dans une cour de justice.
Hutchinson ne fut jugé que pour le meurtre de Callendar. Durant le procès (conservé aux archives nationales de Jamaïque) les témoignages des esclaves furent à peine cités voire ignorés. Il fut révélé  durant le procès que Hutchinson n'était pas seul et qu'il aurait été appuyé par un groupe de personnes dont James Walker et Roger Maddix. Ces derniers furent jugés, déclarés coupables et pendus pour leur participation dans les meurtres du fermier William Lickley et de l'instituteur Thimothy Cronin.
Lewis Hutchinson fit appel de la décision en plaidant non coupable et fut défendu par l'un des juristes les plus estimés de l'ile. Il fut toutefois reconnu coupable et condamné par pendaison sur la place de Spanish Town le 16 mars 1773.
Les ruines du château d'Édimbourg ont été classées site historique au patrimoine national de Jamaïque,,.

## Sources
- Black, Clinton V. (1966). Tales of Old Jamaica. Kingston: Carlong Publishers Caribbean Ltd.
- Bridges, Rev. George Wilson (1828). The Annals of Jamaica, Vol. 2. London: John Murray, Albemarle-Street.
- Cundall, Frank (1915). Historic Jamaica. Kingston: Institute of Jamaica.